# رشيد رنا
رشيد رنا (بالإنجليزية: Rashid Rana)‏ هو رسام باكستاني، ولد في 1968 في لاهور في باكستان.